# Jekaterina Walentinowna Kowalewskaja
Jekaterina Walentinowna Kowalewskaja (russisch Екатерина Валентиновна Ковалевская; * 17. April 1974 in Rostow am Don) ist eine russische Schachspielerin.

## Schach
Schachlich unterrichtet wurde Jekaterina Kowalewskaja in der Sportschule Nr. 1 in Rostow am Don sowie in der All-Russia Chess Grandmasters school (ACGS).

### Einzelmeisterschaften
In den Jahren 1994 und 2000 gewann Jekaterina Kowalewskaja jeweils in Elista die russische Fraueneinzelmeisterschaft. Im Jahr 2000 wurde sie in Batumi hinter Natalja Schukowa Zweite der Europameisterschaft der Frauen und erreichte in Neu-Delhi das Halbfinale der Frauenweltmeisterschaft, wo sie gegen Xie Jun ausschied, die später in diesem Turnier Weltmeisterin wurde. In der folgenden Fraueneuropameisterschaft 2002 in Warschau wurde sie erneut Zweite, diesmal hinter Almira Scripcenco. Bei der Schachweltmeisterschaft der Frauen 2004 in Elista wurde sie Zweite hinter Antoaneta Stefanowa und erhielt dafür den Titel Internationaler Meister (IM) mit gleichzeitiger Großmeister-Norm (GM). Ihr Sekundant bei der Schachweltmeisterschaft der Frauen 2006 in Jekaterinburg, bei der sie erst im Viertelfinale gegen Xu Yuhua ausschied, war Alexander Galkin.

### Nationalmannschaft
Bei Schacholympiaden war sie sehr erfolgreich. Sie nahm insgesamt sechs Mal für die russische Frauennationalmannschaft teil, zum ersten Mal 1994 in Moskau am ersten Reservebrett. 1998 in Elista erreichte sie am zweiten Brett Mannschaftssilber und eine individuelle Bronzemedaille für ihr Ergebnis von 9 aus 12. Im Jahr 2000 in Istanbul erreichte sie Mannschaftsbronze, 2002 in Bled am Spitzenbrett Mannschaftssilber, 2004 in Calvià am dritten Brett Mannschaftsbronze und 2006 in Turin am ersten Reservebrett wieder Mannschaftssilber.
2005 spielte sie in Göteborg an Brett drei der russischen Nationalmannschaft beim Gewinn der Bronzemedaille bei der Frauenmannschaftseuropameisterschaft, 2007 gewann sie den Wettbewerb mit der russischen Frauenmannschaft. 2007 nahm sie in Jekaterinburg an der Frauenmannschaftsweltmeisterschaft teil. Die russische Nationalmannschaft gewann mit ihr die Silbermedaille während sie zwei Goldmedaillen erhielt: Einmal für ihr Ergebnis von 6,5 aus 7 am vierten Brett und für ihre Elo-Performance von 2706. Bei der Mannschafts-WM 2009 der Frauen in Ningbo erreichte sie mit der russischen Frauennationalmannschaft erneut den zweiten Platz.

### Vereinsmannschaften
Sie spielte in der russischen (für Don-Sdjuschor Rostow am Don, Politechnik Nischni Tagil und ShSM Moskau), kroatischen, britischen (in der Saison 2004/05 für den Meister Wood Green 1), montenegrinischen (für T-com Podgorica) und chinesischen (in der Saison 2008 für Wuxi Tiancheng Real Estate) 1. Liga. In der deutschen Frauenbundesliga spielt sie für die OSG Baden-Baden, mit der sie 2003, 2004, 2005, 2008, 2009, 2015, 2016 und 2018 die Meisterschaft gewann.
Am European Club Cup der Frauen nahm Kowalewskaja seit 1996 13 Mal teil. In der Mannschaftswertung gewann sie 1999 mit Rudenkoschule Cherson, erreichte 2000 mit Michail Tschigorn Sankt Petersburg und 2005 mit Südural Tscheljabinsk den zweiten Platz sowie 1996 mit Empils Rostow am Don, 2008 mit T-com Podgorica, 2013 und 2014 mit ShSM Moskau den dritten Platz. In der Einzelwertung erreichte sie 2000 am ersten, 2002 (für den SC Baden-Oos spielend) am zweiten sowie 2008 am vierten Brett das beste Ergebnis, 1999 am zweiten Brett das zweitbeste Ergebnis sowie 2003 am ersten, 2007 am dritten, 2009 am vierten, 2012 und 2013 jeweils am dritten Brett das drittbeste Ergebnis.

### Titel und Rating
Sie trägt seit 1998 den Titel Großmeister der Frauen (WGM) und seit 2004 den eines Internationalen Meisters (IM). Mit ihrer bisher beste Elo-Zahl von 2507 lag sie im Juli 2001 auf Platz sieben der Frauenweltrangliste.